# Simione Tamanisau
Simione Tamanisau (5 de junho de 1982) é um futebolista fijiano que atua como goleiro, atualmente defende o Rewa FC.

## Carreira
Simione Tamanisau fez parte do elenco campeão do Futebol nos Jogos do Pacífico de 2015, que deu a vaga olímpica para Fiji.
Ele fará parte do elenco da Seleção Fijiana de Futebol nas Olimpíadas de 2016.